# Tajuria vandeldeni
Tajuria vandeldeni är en fjärilsart som beskrevs av Lambertus Johannes Toxopeus 1929. Tajuria vandeldeni ingår i släktet Tajuria och familjen juvelvingar. Inga underarter finns listade i Catalogue of Life.